# Religión en Suiza

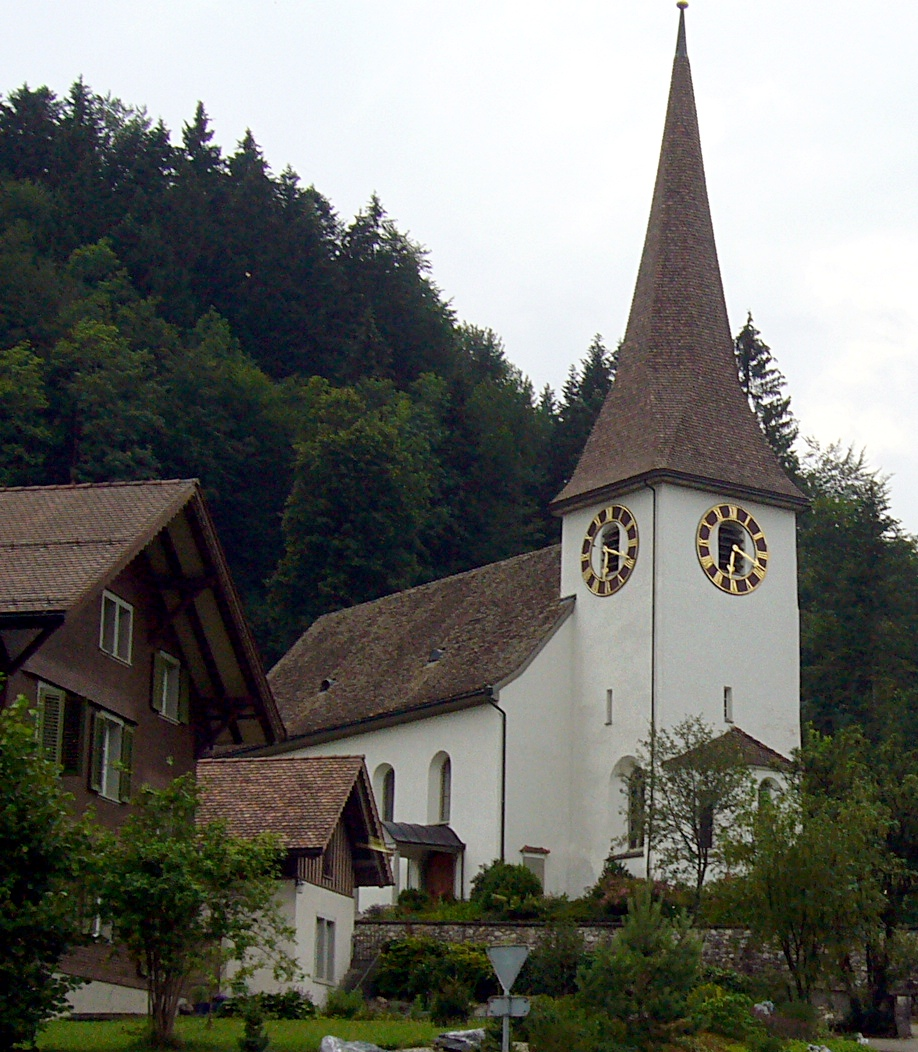
Iglesia suiza en Fischental.

Suiza es un país predominantemente cristiano. La Constitución suiza garantiza una completa libertad religiosa. Sin embargo, los cantones pueden apoyar a una o a varias iglesias con subvenciones públicas. En algunos cantones se aplica oficialmente el impuesto eclesiástico, que se deduce de la renta de los ciudadanos que declaran profesar una religión nacional (católicos y reformados) reconocida por el Estado.

## Estadísticas
| Composición religiosa en Suiza (2018)                            |                                                                  |
| ---------------------------------------------------------------- | ---------------------------------------------------------------- |
| Gráfico no disponible temporalmente debido a problemas técnicos. |                                                                  |
|                                                                  | Gráfico no disponible temporalmente debido a problemas técnicos. |

## Cristianismo
El patrono de Suiza es san Nicolás de Flüe, también conocido como el Hermano Klaus, quien en la Dieta de Stans de 1478 evitó la guerra civil, consiguiendo el milagro de la reconciliación. Su obra política no fue solo coyuntural, sino que hizo técnicamente posible la realidad de la patria común suiza. Desde el siglo XVI tanto los protestantes como los católicos han reivindicado su patronazgo; unos por sus recomendaciones de mantenerse dentro de las fronteras, por los razonamientos que les ayudan a no mezclarse en políticas extranjeras y por la cuasi prohibición de mostrar interés por la política europea; los otros, por ser un gran político que saca su genio de la condición de santo y fiel.